# 黄桂芳
黄桂芳（1939年9月—2023年10月3日），福建厦门人，中华人民共和国政治人物、外交官。

## 生平
他曾就读于福建省厦门第一中学、厦门市第五中学、外交学院。1964年毕业后，进入中华人民共和国外交部工作，先后在外交部研究室、驻乌干达大使馆、外交部新闻司、外交部办公厅任科员、随员、三秘、副处长、一秘、参赞。1988年至1991年，任国务院办公厅局长、国务院外事办公室副主任。1991年3月，出任中华人民共和国驻菲律宾大使。1995年5月，出任中华人民共和国驻新西兰大使。1997年7月，中国与库克群岛建交，黄桂芳兼任驻库克群岛大使。1998年4月，出任中华人民共和国驻津巴布韦大使。2000年5月，自驻津巴布韦大使离任回国。2000年7月退休后，两度出任礼仪大使。
2023年10月3日，黄桂芳去世。